# Poecilium savioi
Poecilium savioi är en skalbaggsart som först beskrevs av Maurice Pic 1935.  Poecilium savioi ingår i släktet Poecilium och familjen långhorningar. Inga underarter finns listade i Catalogue of Life.